# Johann von Brunn
Johann II von Brunn (mort le 9 janvier 1440 à la forteresse de Marienberg, à Wurtzbourg) est prince-évêque de Wurtzbourg de 1411 à sa mort.

## Biographie
Johann II von Brunn vient d'une famille noble du nord de l'Alsace, sans doute de Niederbronn-les-Bains. Lambert de Buren (ou Lamprecht von Brunn) est prince-évêque de Bamberg de 1374 à 1398. Sa carrière avance grâce à la bonne réputation de sa famille, ce choix s'appuie sur une raison politique : en choisissant une famille de faible importance, on essaie de réduire l'influence des comtés voisins sur le diocèse. Il offre à d'autres membres de sa famille des responsabilités à Spire et Bamberg. Le père de Johann II est Wilhelm von Brunn et sa mère une Stauffenberg.
Politiquement, Johann II von Brunn tente d'abord en 1413 d'imposer son influence sur l'abbaye de Fulda, ce à quoi il échoue. Il perd aussi lorsqu'il tente d'être aussi évêque de Bamberg en 1422. De nombreuses querelles et alliances s’accroissent à mesure qu'il tente de s'imposer.
Quatre princes de Franconie, les margraves Friedrich VI et Johann III von Brandenburg, l'évêque Johann II von Brunn et celui de Bamberg Albrecht von Wertheim signent le 25 avril 1422 un traité n'autorisant plus les Juifs sur leurs terres.
Le roi Sigismond mène une guerre contre les hussites. Il demande la participation de l’évêché. Le 15 janvier 1427, une alliance se crée entre les diocèses de Wurtzbourg, Bamberg et Brandenburg ainsi que des nobles de Franconie.
Johann mène une vie somptueuse et même il apprécie la compagnie des femmes. Les dettes et les saisies comme le château d'Auersburg en 1419 mettent l'évêché à l'épreuve.
Les différends financiers dues au mauvais comportement de paiement de l'évêque envers la famille von Hirschhorn amènent une rivalité qui aboutit en 1431 à l'emprisonnement arbitraire du religieux à Elsendorf puis à la libération par Hans von Hirschhorn lorsque le chapitre de la cathédrale, sous le regard du prince-évêque d'Eichstätt Albrecht von Hohenrechberg, se porte garant d'un rapide versement financier. L'évêque est gardé en captivité au château de Reicheneck (de), appartenant à la famille d'Egloffstein, près de Hersbruck.
Au vu de la situation, Johann II von Brunn suggère en 1432 de démissionner et d'être nommé coadjuteur. Il mobilise les troupes armées de Wurtzbourg et se retire au château de Zabelstein (de). Mais il retrouve sa position en 1434. Mais il n'arrive pas à éteindre les troubles et propose encore d'avoir une position moins importante avant d'être infirme.
Le court règne de son successeur Sigismond de Saxe aggrave la situation du diocèse, l'évêque suivant Gottfried Schenk von Limpurg commencera à rétablir les économies et l'influence religieuse.

## Source, notes et références
- (de) Cet article est partiellement ou en totalité issu de l’article de Wikipédia en allemand intitulé « Johann II. von Brunn » (voir la liste des auteurs).
- (de) Franz Xaver von Wegele, « Johann II. von Brunn, Bischof von Würzburg », dans Allgemeine Deutsche Biographie (ADB), vol. 14, Leipzig, Duncker & Humblot, 1881, p. 445-450
- Alfred Wendehorst: Das Bistum Würzburg Teil 2 - Die Bischofsreihe von 1254 bis 1455. (= Germania Sacra; Neue Folge 4). Berlin 1969.  (ISBN 3-11-001291-X), S. 142-164 (Digitalisat)
- (de) Alfred Wendehorst, « Johann II. von Brunn », dans Neue Deutsche Biographie (NDB), vol. 10, Berlin, Duncker & Humblot, 1974, p. 545 (original numérisé).